# PRIDE 武士道 -其の拾-
PRIDE 武士道 -其の拾-（プライド ぶしどう そのじゅう）は、日本の総合格闘技イベント「PRIDE」の大会の一つ。2006年（平成18年）4月2日、東京都江東区の有明コロシアムで開催された。

## 大会概要
初代PRIDEライト級王者となった五味隆典が、王者としての初戦でマーカス・アウレリオに肩固めで気絶しサブミッション負け。PRIDE初黒星を喫する波乱が起こった。
2005年のGPベスト4のヨアキム・ハンセンとルイス・アゼレードが激突。ハンセンが今成戦を彷彿させる衝撃KOでアゼレードを破った。
初代PRIDEウェルター級王者のダン・ヘンダーソンは、三崎和雄に苦戦を強いられるも、判定勝ちを収めた。
石田光洋がPRIDE初参戦にして一本勝ちを収めデビューを白星で飾り、美濃輪育久がジャイアント・シルバを完封して勝利した。

## 試合結果
第1試合 ライト級ワンマッチ 1R10分、2R5分
○  イーブス・エドワーズ vs.  池本誠知 ×
2R終了 判定3-0
第2試合 ライト級ワンマッチ 1R10分、2R5分
○  石田光洋 vs.  ポール・ロドリゲス ×
1R 2:29 フロントチョーク
第3試合 ライト級ワンマッチ 1R10分、2R5分
○  ジェンス・パルヴァー vs.  アライケンジ ×
1R 3:59 TKO（レフェリーストップ：サッカーボールキック）
第4試合 ウェルター級ワンマッチ 1R10分、2R5分
○  デニス・カーン vs.  マーク・ウィアー ×
1R 4:55 ギブアップ（グラウンドの膝蹴り）
第5試合 ライト級ワンマッチ 1R10分、2R5分
○  ヨアキム・ハンセン vs.  ルイス・アゼレード ×
1R 7:09 KO（左膝蹴り）
第6試合 ウェルター級ワンマッチ 1R10分、2R5分
○  パウロ・フィリオ vs.  ムリーロ・ニンジャ ×
2R終了 判定3-0
第7試合 ウェルター級ワンマッチ 1R10分、2R5分
○  郷野聡寛 vs.  キム・デウォン ×
1R 9:00 腕ひしぎ十字固め
第8試合 ウェルター級ワンマッチ 1R10分、2R5分
○  フィル・バローニ vs.  近藤有己 ×
1R 0:25 KO（右フック）
第9試合 無差別級ワンマッチ 1R10分、2R5分
○  美濃輪育久 vs.  ジャイアント・シルバ ×
1R 2:23 TKO（レフェリーストップ：グラウンドの膝蹴り）
第10試合 ウェルター級ワンマッチ 1R10分、2R5分
○  ダン・ヘンダーソン vs.  三崎和雄 ×
2R終了 判定3-0
第11試合 ライト級ワンマッチ 1R10分、2R5分
○  マーカス・アウレリオ vs.  五味隆典 ×
1R 4:34 TKO（レフェリーストップ：肩固め）